# Wladár Antónia
Wladár Antónia (Budapest, 1928 – Szolnok, 1992. április 9.(k. n.) előtt) metodista lelkész, a Magyarországi Szabadegyházak Tanácsának Lelkészképző Intézete ószövetség tanára, az első európai felszentelt női metodista lelkész.

## Gyermekkora
Édesanyja Rácz Margit, tradicionális református családból származott, apai ágon evangélikus volt. Antónia egyetlen testvére, húga, Ida.
Édesanyja a híres gyermekgyógyász, Heim Pál tanítványa volt. Gyermekápolónőként dolgozott egészen az 1950-es évekig, nagy hivatástudattal. Édesapját 9 éves korában, 1937-ben veszítette el, aki az 1930-as években lett TBC-s. A betegség miatt a család vidékre költözött, ahol egy majorságot vezettek. Az édesapa halála után anyja két évre szanatóriumba került.

## Tanulmányok
Elemi iskoláit Budapesten kezdte, de a szülők betegsége miatt a gyerekek Bicskére kerültek anyai nagynénjükhöz. Antónia itt folytatta tanulmányait az osztatlan református elemi iskolában. Félárvaként az apa papi őseire való tekintettel felvették a két lányt a Baár-Madas református internátusba. A polgári iskola kiemelkedő eredménnyel való elvégzése után a Teleki Blanka felső-kereskedelmi iskolában érettségizett. Korán feltűnt nyelvtehetsége.

## Egyházi szolgálatai
Antónia egy metodista igehirdetésre tért meg a második világháborút követően a Pesti Metodista Gyülekezetben (VI. ker. Felsőerdősor u. 5.). 1947-ben kapta lelkészi elhívását. Előbb gyülekezeti lelkigondozó, majd a Szuperintendensi Iroda titkárnője. Ebben a minőségben kezdte meg teológiai tanulmányait a Debreceni Református Teológiai Akadémián, ahol kitűnő eredménnyel vizsgázott és 1951-ben szentelték diakónussá. Lelkészi (vénné) felszentelése a Magyarországi Metodista Egyházban 1956-ban történt. Az európai metodizmus történetének első felszentelt női lelkészeként 1962-ben, mint methodista segédlelkész a teológiai vizsgáit kitűnő eredménynyel tette le a budapesti református teológia tanári kara előtt. Számos nemzetközi metodista fórumon képviselte Magyarországot, fontos tisztségeket töltött be különböző női bizottságokban, 1971-től a Metodista Nők Világszövetségének kelet-európai titkára volt. 1977-ben Svájcban a Metodista Egyház Európai Centralkonferenciák Tanácsa végrehajtó bizottságának tagjává választották. A Magyarországi Szabadegyházak Tanácsának Lelkészképző Intézetében az ószövetségről tartott előadásokat.
1961-től 1969-ig a Pécs-Hidasi Körzetben a hidasi, a pécsi és bicsérdi gyülekezetek lelkipásztora. 1969-től 1992-ben bekövetkezett váratlan haláláig a Szolnoki Körzetben szolgált. Temetésére 1992. április 13-án Budapesten, a Farkasréti temetőben került sor.

## Művei
- Wladár Antónia: Proto-Ézsaiás próféta könyve. Pécs, 1969.
- WLADÁR ANTÓNIA 1969. Ószövetségi írásmagyarázat. Egyes zsoltárok magyarázata. Kézirat. Készült az Adventista Egyház sokszorosítógépén, Pécs